# Demetrios I. (Soter)

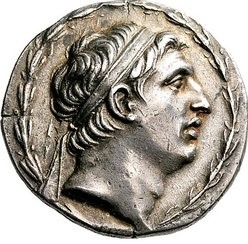
Münzporträt des Demetrios I.

Demetrios I. Soter (altgriechisch Δημήτριος Σωτήρ Dēmḗtrios Sōtḗr; † 150 v. Chr.) war ein König des Seleukidenreiches. Er war der älteste Sohn des Königs Seleukos IV. und wohl der Laodike.
Demetrios wurde 178 v. Chr. von seinem Vater als Geisel nach Rom gesandt, im Tausch für seinen Onkel Antiochos IV. und als weitere Garantie für die Einhaltung des Friedens von Apameia. Da er bei der Ermordung seines Vaters 175 v. Chr. noch unmündig war, überging der römische Senat seine Erbansprüche und akzeptierte die Machtübernahme des Antiochos IV. in Syrien. Auch nachdem dieser 164 v. Chr. starb, lehnte der Senat das Ersuchen des Demetrios um eine Freilassung ab und erkannte stattdessen die Herrschaft des Antiochos V. an.
Als im Jahr 162 v. Chr. der römische Gesandte Gnaeus Octavius in Laodikeia ermordet wurde, erkannte Demetrios darin die Chance, vonseiten Roms als rechtmäßiger König anerkannt zu werden. Mit der Hilfe des Geschichtsschreibers Polybios floh er aus Rom und landete in Tripolis. Von dort aus organisierte er die Ermordung des minderjährigen Antiochos V. und dessen Ministers Lysias, womit er sich als Alleinherrscher in Syrien etablieren konnte. Seine Herrschaft erlangte aber nicht wie erhofft die Anerkennung des römischen Senats, obwohl Demetrios sowohl den Mörder des Gnaeus Octavius als auch den makedonischen Rebellen Andriskos an Rom auslieferte. Gegenüber seinen Nachbarn verfolgte er eine Expansionspolitik, womit er sich Armenien, Kappadokien, Pergamon und Ägypten zu Feinden machte. Im Jahr 160 v. Chr. besiegte Demetrios den medischen Satrapen Timarchos, welcher sich nach dem Tod des Antiochos V. in Babylon zum unabhängigen König erhoben hatte. Damit konnte er den Erhalt Babylons für das Seleukidenreich sicherstellen, von den Einwohnern der Stadt erhielt er dafür den Ehrennamen Soter (griechisch für „Retter“) verliehen. Anschließend beabsichtigte Demetrios Judäa und Jerusalem wieder unter seine Kontrolle zu bringen, das sich seit der Herrschaft des Antiochos IV. in dem sogenannten Aufstand der Makkabäer vom Reich löste. Bereits 161 v. Chr. hatte er seinen General Nikanor in diese Unruheprovinz entsandt, der aber in der Schlacht bei Adasa besiegt und getötet wurde. Darauf sandte er Bakchides mit einem Heer aus, dem im März 160 v. Chr. in der Schlacht von Elasa schließlich ein entscheidender Sieg gelang, in dem der Führer des Aufstandes, Judas Makkabäus, getötet wurde.
Aufgrund seiner in Rom angeeigneten Sitten zog sich Demetrios den Hass der orientalischen Bevölkerung zu, sodass die Erfolge seiner ersten Herrscherjahre stets gefährdet wurden. Die Familie des von ihm gestützten Timarchos baute einen Mann namens Balas als Prätendenten gegen ihn auf, indem sie diesen als einen Sohn des Antiochos IV. deklarierten. Unterstützt wurden sie darin von Pergamon und Ägypten, auch der jüdische Aufstand unter der Führung des Jonatan erhielt dadurch neuen Aufwind. Nachdem die Abstammung des Balas auch vom römischen Senat anerkannt wurde, bemächtigte sich dieser mit Hilfe des Königs Ptolemaios VI. von Ägypten der Hafenstadt Ptolemais (heute Akkon), von wo aus er eine Gegenregierung aufbaute. Balas setzte unter anderem 153 v. Chr. den aufständischen Jonathan als Hohepriester in Jerusalem ein, was den Beginn der Herrschaft der Hasmonäer über die Judäaer markierte.
Im Jahr 150 v. Chr. ging Balas militärisch in die Offensive. Von ihm wurde Demetrios in Syrien zur Schlacht gestellt, besiegt und getötet.

## Nachkommen
Demetrios I. war wohl mit seiner Schwester Laodike verheiratet, die zuvor bereits mit König Perseus von Makedonien verheiratet gewesen war. Ob sie auch die Mutter seiner Kinder war, ist nicht genau überliefert, zumal Demetrios mehrere Geliebte hatte. Laodike wurde wie auch der jüngste Königssohn bei dem Machtwechsel von 150 v. Chr. ermordet. Die Söhne des Demetrios waren:
- Demetrios II. Nikator (* um 165 v. Chr.; † 126 v. Chr.)
- Antiochos VII. Sidites (* 164 v. Chr.; † 129 v. Chr.)
- Antigonos († 150 v. Chr. ermordet)